# بخش داروین، شهرستان میکر، مینه سوتا
بخش داروین (به انگلیسی: Darwin Township) یک منطقهٔ مسکونی در ایالات متحده آمریکا است که در شهرستان میکر، مینه‌سوتا واقع شده‌است.
 بخش داروین ۹۱٫۶ کیلومتر مربع مساحت و ۷۱۳ نفر جمعیت دارد و ۳۴۱ متر بالاتر از سطح دریا واقع شده‌است.